# Norwegian Jade
Norwegian Jade (букв. Норвезький нефрит) — круїзне судно компанії Norwegian Cruise Line (NCL), спочатку побудоване як Pride of Hawaii для їхнього підрозділу NCL America. Його охрестили на церемонії на пірсі Сан-Педро в Лос-Анджелесі, штат Каліфорнія, 22 травня 2006 року. Це судно форм-фактора Panamax, побудоване на верфі Meyer Werft у Папенбурзі, Німеччина, має валову водотоннажність трохи більше ніж 93 500 тонн.

## Клас судна
Norwegian Jade є другим із чотирьох кораблів класу Jewel. Йому передував у 2005 році Norwegian Jewel, а після нього побудували у 2006 році Norwegian Pearl, а в 2007 році — Norwegian Gem. Кожен корабель має унікальні зручності, але має схожий зовнішній і внутрішній дизайн.
Norwegian Jade має зовнішній вигляд, подібний до кораблів Norwegian Star, який спущений в 2001 році, і Norwegian Dawn, який надійшов на озброєння в 2002 році. Однак дизайн інтер'єру та зручності значно відрізняються й заслуговують на те, що Norwegian Jade має позначення класу Jewel.